# Вакасуги, Хироси
Хироси Вакасуги (яп. 若杉 弘 Вакасуги Хироси, 31 мая 1935 — 21 июля 2009) — японский дирижёр.
С 1965 года возглавлял Симфонический оркестр Ёмиури. В 1977—1983 годах — главный дирижёр Симфонического оркестра Кёльнского радио. Был музыкальным директором (1986—1995) и главным дирижёром (1987—1995) Токийского столичного симфонического оркестра; главным дирижёром Оркестра Тонхалле (1987—1991).
Среди записей — произведения Альбана Берга, Людвига ван Бетховена, Иоганнеса Брамса, Антона Брукнера, Антона Веберна, Густава Малера, Тору Такэмицу, Рихарда Штрауса.